# Sonnenschein
Sonnenschein is een nummer van het Duitse muziek- en comedyduo Die Lochis uit 2014.
De boodschap van het nummer is dat je soms "een klootzak" moet zijn om dingen te bereiken in het leven. "Sonnenschein" werd een hit in Duitsland en Oostenrijk. In Duitsland bereikte het de 42e positie, en in Oostenrijk de 31e.

## Tracklijst
Muziekdownload
1. "Sonnenschein" - 3:02
2. "Sonnenschein" (HBz remix) - 4:26
3. "Sonnenschein" (instrumental) - 3:02
4. "Sonnenschein" (acapella) - 4:26